# Laagberg
Laagberg ist ein Stadtteil der Stadt Wolfsburg in Niedersachsen (Deutschland). Er entstand Ende der 1950er Jahre.
Der Laagberg grenzt an den Stadtwald und verfügt über vielfältige Einkaufsmöglichkeiten und ein Freizeitzentrum.

## Geschichte
Der Stadtteil ist nach einem alten Flurnamen benannt, der ein kleines Waldstück bezeichnete. 1938, im Jahr der Stadtgründung, war das Gebiet des heutigen Stadtteils nicht bebaut. 1940 begann der Bau von Steinbaracken, nördlich der heutigen Mecklenburger Straße. Sie entstanden zunächst als Ausweichlager für Bewohner der Stadt des KdF-Wagens, falls deren Wohnstätten durch Kriegseinwirkung unbewohnbar werden sollten. Die Wohngebäude der Stadt blieben jedoch von Kriegszerstörungen fast völlig verschont.

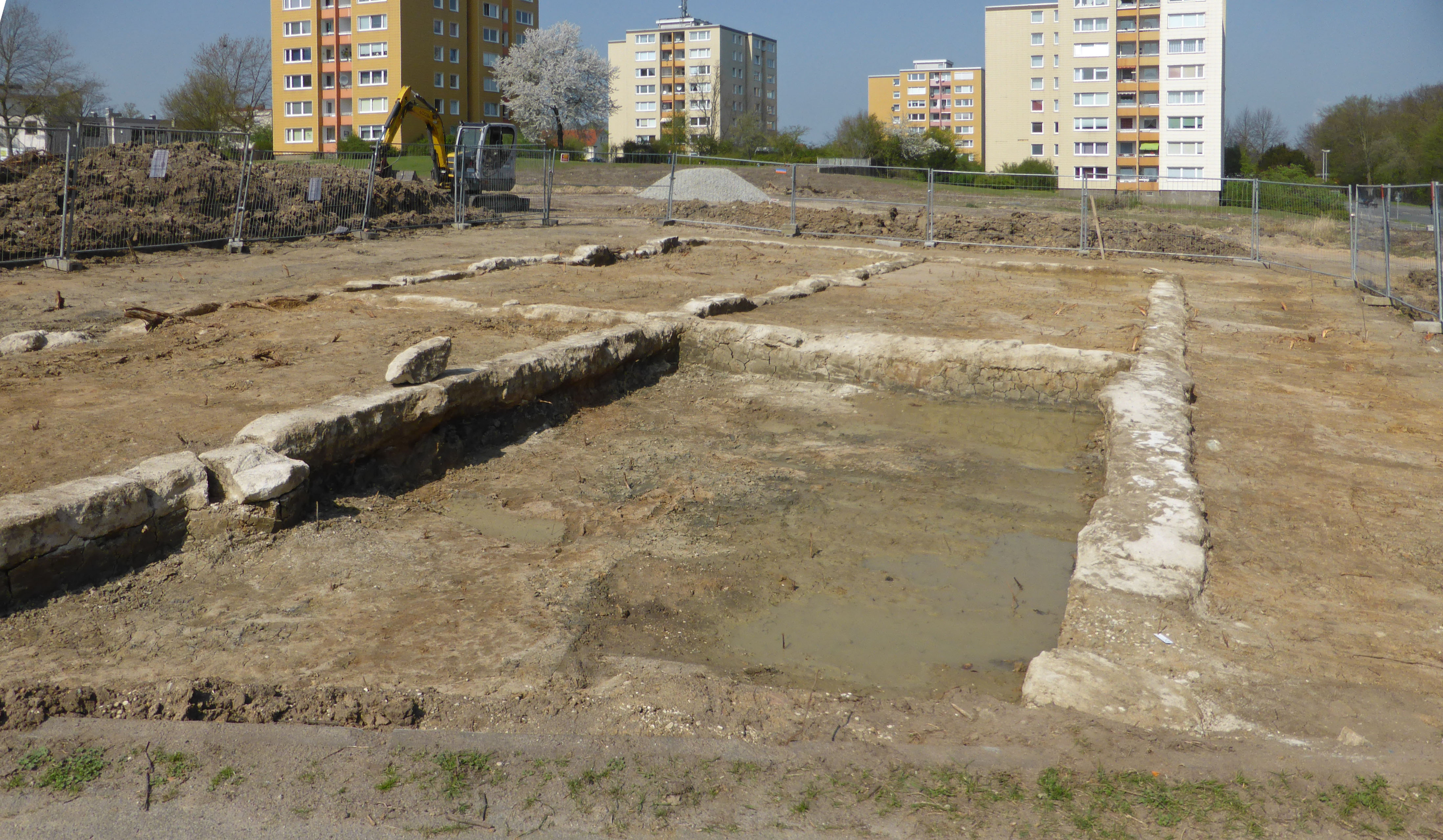
Barackenfundamente des KZ-Außenlagers Laagberg (2017)

Im April 1944 wurde im nordöstlichen Teil des Lagers auf Betreiben von Volkswagen ein Außenlager des KZ Neuengamme für männliche Häftlinge eingerichtet. Am 31. Mai 1944 trafen die ersten Häftlinge aus dem Stammlager Neuengamme ein. Bis zum 7. oder 8. April 1945 waren dort mindestens 800 KZ-Häftlinge aus Frankreich, den Niederlanden, Polen, Spanien und der Sowjetunion interniert. Das KZ-Außenlager war von einem etwa zwei Meter hohen Stacheldrahtzaun umgeben, der unter Hochspannung stand. Es starben dort viele KZ-Insassen an den menschenunwürdigen Bedingungen. Am 7. oder 8. April 1945 wurden das KZ-Außenlager aufgegeben und die KZ-Häftlinge per Bahn in das KZ Wöbbelin transportiert.
Nach Kriegsende wurde das Lager als A-Lager bezeichnet, von der britischen Militärregierung wurden dort Displaced Persons untergebracht. Ab etwa 1946 bezogen Flüchtlinge das Lager. Seit mindestens 1949 bestand die Gaststätte Laagberg, sie wurde etwa in den 1950er Jahren in Zur Heimat umbenannt. Die Gaststätte bestand bis mindestens in die 1990er Jahre und wurde dann abgerissen, heute stehen Reihenhäuser an ihrer Stelle. 1950 wurde der zum Laagberg führende Feldweg zu einer festen Straße ausgebaut. 1950 wurde auch der TSV Wolfsburg gegründet, der Verein (Fußball und Gymnastik) hat heute seinen Sitz am Stadion West. 1954 begann in der neuerbauten Laagbergschule (Volksschule VI.) der Unterricht. 1958 begann die Bebauung im Gebiet Laagberg-Süd, südlich der Mecklenburger Straße. Zunächst entstand der Sachsenring mit seinen Nebenstraßen, 1972 wurde die Bebauung mit dem Wohnkomplex am Südende der Breslauer Straße abgeschlossen. 1960 wurde die evangelisch-lutherische Pauluskirche eingeweiht. 1960 begann auch die Räumung der Baracken, in der ersten Hälfte der 1960er Jahre wurden sie abgerissen und durch mehrstöckige Wohngebäude ersetzt. Um 1960 wurde auch das Schützenhaus errichtet, 1980 wurde es um einen Festsaal erweitert. 1963 wurde das Freibad West in Betrieb genommen; 1970 bekam es eine Traglufthalle, um das Schwimmbad auch im Winterhalbjahr zu nutzen. Um 1963 entstanden auch der Hockeyplatz und das Hockeyheim. 1964 wurden an der Breslauer Straße Altenwohnungen errichtet. Es handelte sich um 40 Kleinwohnungen in eingeschossiger Reihenbauweise, sie wurden inzwischen wieder abgerissen. 1966 wurde das Adventhaus der Siebenten-Tags-Adventisten eingeweiht, zuvor versammelte sich die Gemeinde in verschiedenen angemieteten Räumen im Stadtgebiet. 1973 wurde der Jugendtreff Onkel Max eröffnet. 1987 wurde ein Gedenkstein zur Erinnerung an das KZ-Außenlager Laagberg errichtet. Ab 1994 entstand westlich vom Laagberg das Gebiet Hageberg-West, das kurioserweise zum Laagberg gehört und nicht, wie der Name vermuten lässt, zum Hageberg. 2002 wurde das Freibad West geschlossen und die Traglufthalle abgerissen, 2009 folgte der Abriss des Freibades. Nach jahrelanger Verzögerung begann 2014 auf dem Gelände des ehemaligen Freibades der Bau von Wohnhäusern. 2017 wurden bei Bauarbeiten an der Breslauer Straße Fundamente von Baracken freigelegt, die vom KZ-Außenlager Laagberg aus den 1940er Jahren stammen. 2018 eröffnete ein Jugendhaus, das X-trem, im Gebäude des ehemaligen Cafés Extrem.

## Politik
Der Laagberg bildet gemeinsam mit den benachbarten Stadtteilen Eichelkamp, Hageberg, Hohenstein, Klieversberg, Rabenberg und Wohltberg die Ortschaft Mitte-West, die durch einen Ortsrat vertreten wird. Ortsbürgermeister ist Sabah Enversen (SPD).

## Sehenswürdigkeiten

### Kunst im Stadtbild
- Der Brunnen des Wolfsburgers Peter Szaif befindet sich im Einkaufszentrum am Schlesierweg.

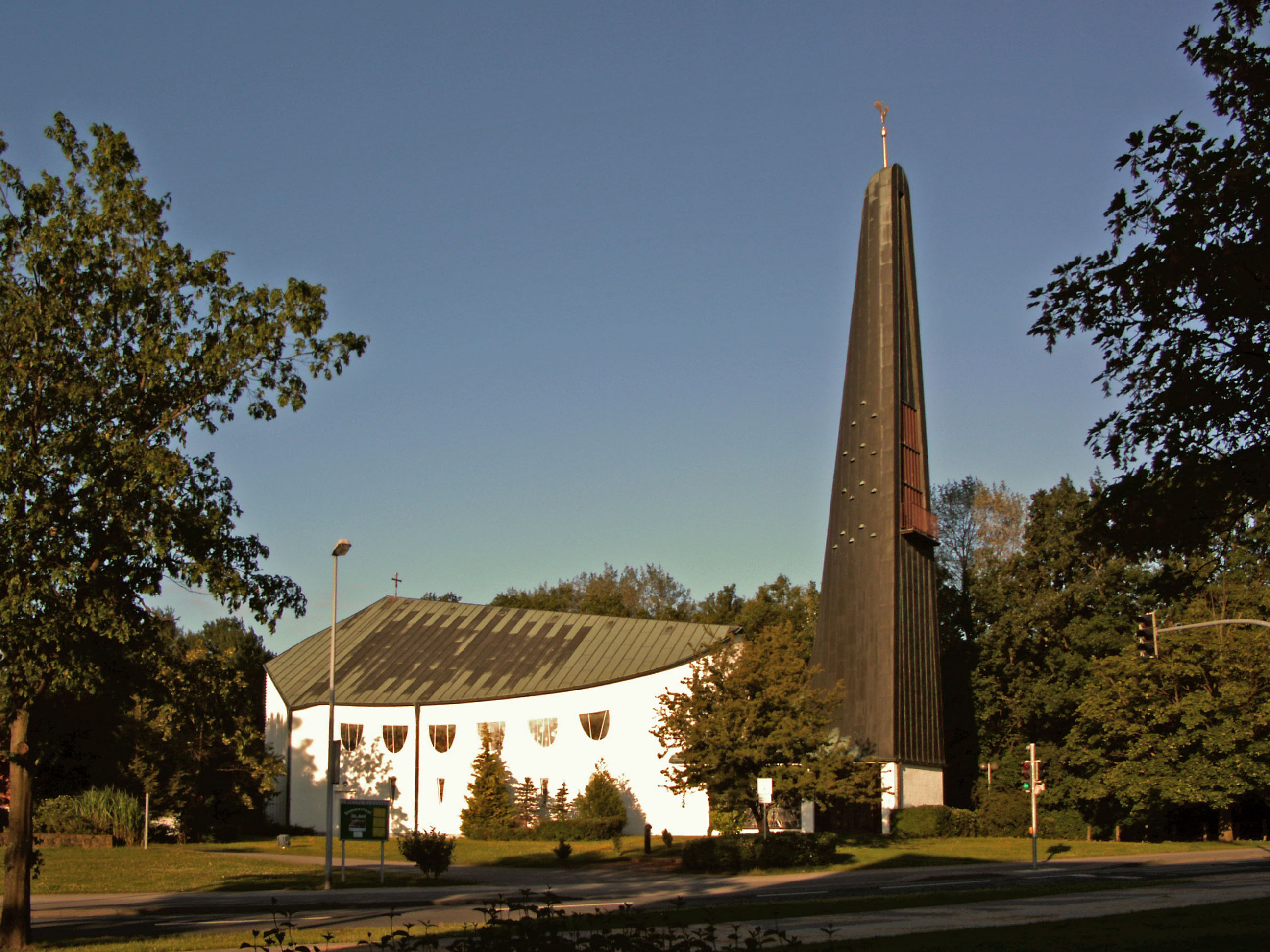
Pauluskirche

### Kirchen
- Pauluskirche (erbaut durch Gerhard Langmaack, am 8. Oktober 1960 eingeweiht) – evangelisch-lutherisch
- Adventhaus (erbaut durch Matthias Koller, am 10. Dezember 1966 eingeweiht) – Freikirche der Siebenten-Tags-Adventisten

## Bildung
- Ev.-luth. Paulus-Kinder- und Familienzentrum
- Ev.-luth. Kindertagesstätte Heilig-Geist
- Laagbergschule (Grundschule)
- im Bau: Gedenk- und Lernort KZ-Außenlager Laagberg